# Jolimetz
Jolimetz é uma comuna francesa na região administrativa de Altos da França, no departamento do Norte. Estende-se por uma área de 3.98 km². Em 2010 a comuna tinha 880 habitantes (densidade: 221,1 hab./km²).